# Jonas Maier (Nordischer Kombinierer)
Jonas Maier (* 6. Juli 1999) ist ein deutscher Nordischer Kombinierer.

## Werdegang
Jonas Maier startete auf internationaler Ebene zum ersten Mal am 13. September 2015 im Rahmen des Alpencups der Nordischen Kombination in Winterberg, wo er den 51. Platz belegte. Seitdem folgten regelmäßig weitere Wettbewerbsteilnahmen. Am 4. und 5. Januar 2019 debütierte Maier in Klingenthal im Continental Cup, wo er einmal den 51. Rang erreichte und im zweiten Wettbewerb disqualifiziert wurde. In der Folge kommt es zu regelmäßigen weiteren Continental-Cup-Teilnahmen; seine besten Platzierungen bisher (Stand März 2020) war im Einzel ein elfter Platz in Nischni Tagil am 11. März 2020 und in der Mannschaft ein dritter Platz zusammen mit Justin Moczarski, Jonas Welde und Jakob Lange im Teamwettbewerb von Eisenerz am 9. Februar 2019.
Am 4. September 2019 debütierte Maier in Tschagguns im Grand Prix. Er belegte den 28. Platz und holte damit direkt seine ersten Grand-Prix-Punkte.

## Privates
Sein Bruder Pirmin (* 2002) ist ebenfalls als Nordischer Kombinierer aktiv.

## Statistik

### Grand-Prix-Platzierungen
| Saison | Platz | Punkte |
| ------ | ----- | ------ |
| 2019   | 69.   | 003    |

### Continental-Cup-Platzierungen
| Saison  | Platz | Punkte |
| ------- | ----- | ------ |
| 2018/19 | 69.   | 021    |
| 2019/20 | 45.   | 071    |